# Església de fusta de Torpo
L'església de fusta de Torpo és una stavkirke que data de finals del segle xii. Es troba a la localitat de Torpo, al municipi d'Ål, a Noruega.
És classificada com una stavkirke de Tipus B del grup de Borgund. Només queda en peus la nau, doncs el cor, l'absis i el corredor exterior van desaparèixer. Les obres pictòriques del seu interior són una valuosa mostra de la pintura sobre taula de l'art gòtic.

## Història

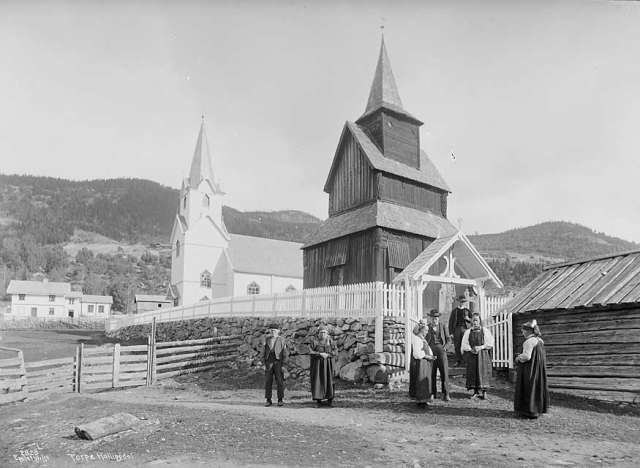
Fotografia d'Axel Lindahl, ca 1885-1890. Al fons, l'església moderna.

En el mateix emplaçament va haver-hi molt possiblement una església més antiga. Quan el cor de l'actual església va ser enderrocat l'any 1880 es va trobar un fragment d'un tauló tallat en estil Urnes, que podia haver pertangut al portal d'una església anterior.
L'església actual de Torpo va ser construïda al voltant del 1195 (la fusta data de 1192 d'acord amb la dendrocronologia, i es presumeix que la construcció és una mica posterior). És l'edifici més antic de tota la vall d'Hallingdal. La font més antiga que l'esmenta és un escrit del 1310. Algunes parts de l'edifici poden ser 50 o 100 anys més velles que la resta de l'església.
L'any 1723 l'església va passar a mans privades, però l'any 1875 la va adquirir el municipi. En un primer moment, va haver-hi plans d'engrandir-la cap a l'est, però el 1879 es va decidir modernitzar l'immoble amb una nova galeria i altres implements. La Societat per a la Conservació de Monuments Antics Noruecs va protestar per aquest intent de vandalització, per la qual cosa les autoritats municipals van optar per construir una nova església de majors dimensions.Mentre s'edificava la nova església, a l'estiu de 1880, el cor de la stavkirke es va esfondrar. La tardor d'aquest mateix any, la Societat va comprar la nau per 280 corones amb la intenció de conservar-la en el seu emplaçament original.

## L'església

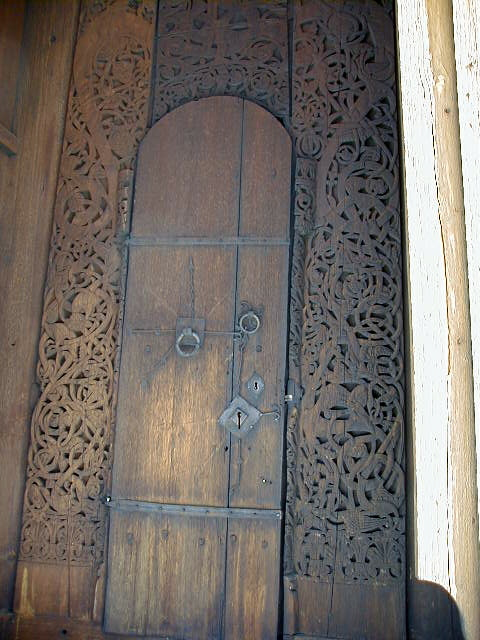
Portal occidental.

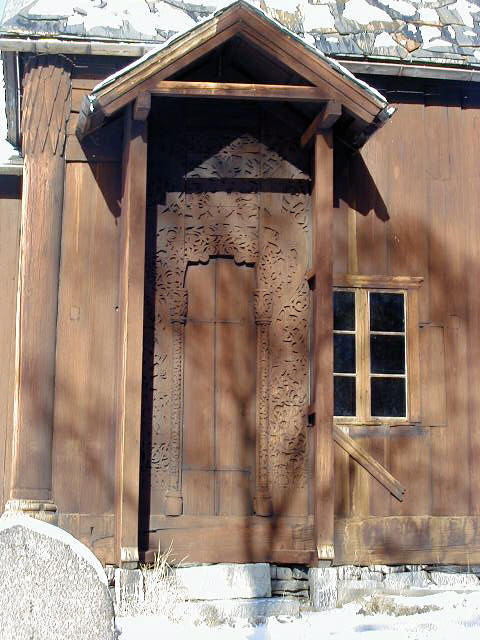
Portal meridional.

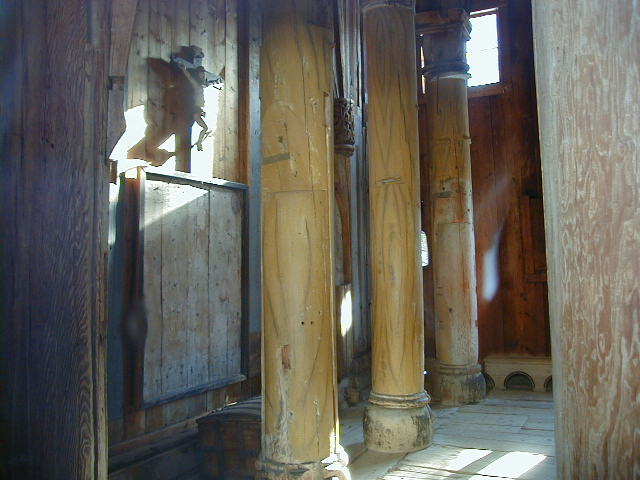
Detall de l'interior.

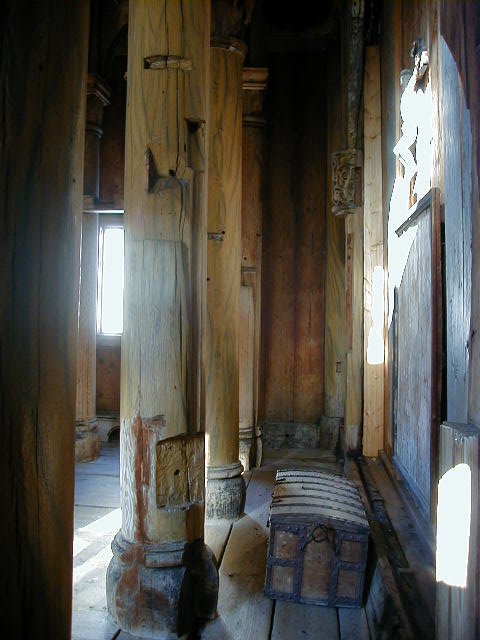
El deambulatori i els pals centrals.

De l'església original només es va conservar la nau després que el cor i l'absis van ser derrocats l'any 1880. Molt temps enrere havia desaparegut el corredor que envoltava a tot l'edifici.
L'església de Torpo és una stavkirke de tipus B, és a dir, la seva nau es divideix en una sala central de sostre elevat i un deambulatori de sostre baix, que envolta a aquella. En l'aspecte arquitectònic, Torpo conserva bastanta semblança amb la derrocada església de fusta de Ål i amb les stavkirke de la regió de Sogn, per la qual cosa a vegades se li ha arribat a incloure a les stavkirke del grup Borgund. Els 14 pals de la sala central formen columnes, decorades amb capitells romànics i s'interconnecten entre si a través de ceps i tirants en forma de creus de Sant Andreu estilitzades.
A la paret occidental de la nau hi ha rastres que originalment va haver-hi un primer cor d'amplària menor que la nau. Aquest cor va ser substituït des de l'edat mitjana per un gairebé quadrat, tan ample com la nau. Aquest últim, que tenia un absis a l'orient, va ser derrocat l'any 1880.
Al voltant de tot el seu perímetre, l'església va tenir originalment un corredor extern amb arcatures nanes, com el de l'església de Borgund. Aquest corredor es va mantenir fins i tot després que el cor va ser engrandit, però va ser demolit definitivament al segle xix.

### Exterior
El sostre té un escalonament triple i va estar originalment revestit amb teules de fusta, que a principis del segle xix van ser reemplaçades amb lutita. Una torre central quadrada sobreposada al cavallet de la nau és rematada amb una cuculla piramidal de vuit costats. A la paret de la sala central hi ha petites claraboies rodones, que originalment eren les úniques entrades de llum a més dels portals. Les finestres són estructures posteriors a la Reforma Protestant i potser la més antiga sigui la del sostre del deambulatori de la nau.

### Interior
Quan la Societat per a la Conservació de Monuments Antics es va fer responsable de l'església, es va retirar tot l'inventari que datava de l'època de la reforma o de dates posteriors, i només es van conservar les banques medievals situades al llarg dels murs del deambulatori.
En el mur oriental encara queda el que fou l'entrada al cor, emmarcada en un gran arc de mig punt a tot l'ample de la nau. En els pals raconers sembla haver-hi rastres d'un antic altar lateral.
En el pis de la sala central està tallat l'esbós d'una persona estesa amb els peus cap a l'orient i el cap cap a l'occident. S'ha suggerit que podria tractar-se de la indicació d'una tomba.

### Baldaquí
A la porció oriental de la nau es va construir cap a finals del segle xiii un cor alt amb un baldaquí amb una volta de fusta a tot l'ample de la sala central. A la volta, en forma de bóta, així com en el mur de fons de la part superior del baldaquí, es conserven en bon estat pintures de l'Edat Mitjana realitzades al tremp. En el mur de fons, sobre una decoració floral i de bandes diagonals, es troben les representacions de l'Església, amb la bandera de la creu i un calze, la Mare de Déu, Joan E. i una al·legoria de la Sinagoga, i sobre ells suren àngels amb encensers.
La volta és d'una important riquesa pictòrica, amb un Crist pantocràtor al centre, d'aparença romana d'Orient, envoltat pels símbols dels evangelistes. A banda i banda del crist, hi ha frisos amb els 12 apòstols i sota aquests, també a banda i banda, escenes del martiri de Santa Margarida d'Antioquia. En un d'ells apareix Olibri, pretendent de Margarita i artífex de la seva mort, sent portat pel Dimoni.
El de Torpo és un dels pocs baldaquins pictòrics entre totes les stavkirke que han perdurat fins a l'actualitat, i és un dels millors exemples de la pintura romànica en taula de tot Europa.

### Inscripcions rúniques
En una peça que va estar a la paret del cor, està tallada una inscripció rúnica que diu: “Torolf va fer aquesta església”, i esmenta diversos noms més. Torolf tal vegada hagi estat el mestre d'obra i els altres homes els seus ajudants. Aquest Torolf va ser potser també el mestre de la destruïda església de Ål, on es troba la mateixa inscripció que a Torpo, encara que amb diferents noms dels probables assistents. En cas de ser real, Torolf seria un dels pocs noms que es coneixen dels constructors de stavkirke, i hauria estat un expert que probablement va viatjar per Noruega i va rebre l'assistència de fusters locals, doncs cap nom, excepte el d'ell, és comú a Torpo i a Ål.
No obstant això, hi ha una altra inscripció en un pal del costat sud de la sala central que resa “Tormod S.sson de Torpo em va fer”. Hi ha també diverses inscripcions menors en diferents punts de l'església.

## El pati de l'església i les rodalies
Anteriorment va haver-hi al nord de l'església un petit campanar independent, l'existència del qual se sap per un dibuix al llapis de 1855 de l'arquitecte Georg Andreas Bull. Va ser derrocat l'any 1880, quan es va construir la nova església de pedra. Es creu que les restes de la seva base de fusta es troben sota el pis de la nova església.
Al nord-oest de la stavkirke se situava un solar anomenat antigament Torpo, que pertanyia als sacerdots de l'església. Aquí s'aixeca una vella casa de fusta anomenada Kyrkjestugu (cabanya de l'església), utilitzada com a residència dels rectors. L'any 1880 va ser venuda a un particular i traslladada a algun lloc del poblat, però a la fi de la dècada de 1970 va ser comprada per la Societat per a la Conservació de Monuments Antics i portada de tornada al seu emplaçament original.